# Konvent 4 (Quedlinburg)

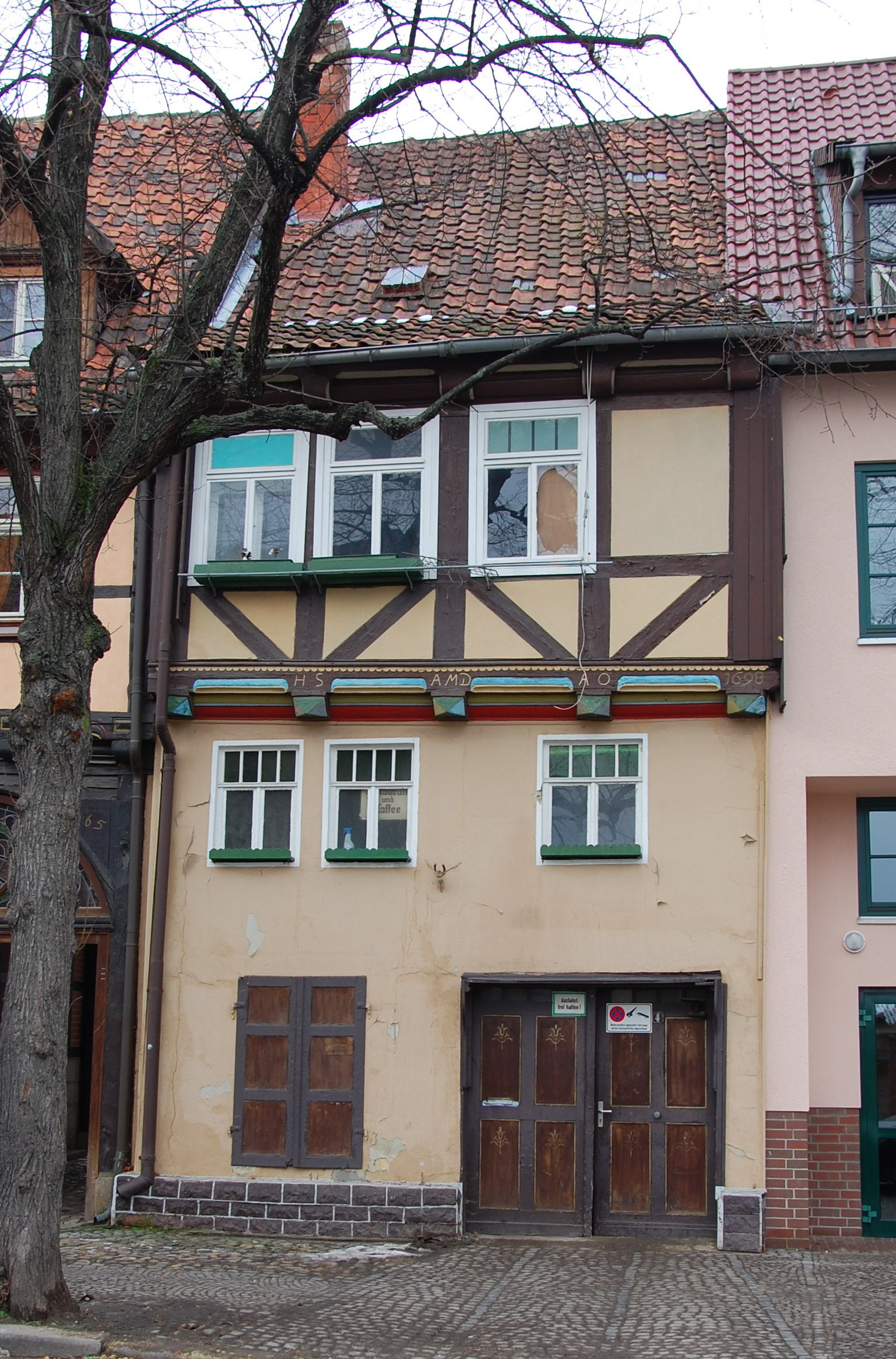
Konvent 4

Das Haus Konvent 4 ist ein denkmalgeschütztes Gebäude in der Stadt Quedlinburg in Sachsen-Anhalt.

## Lage
Es befindet sich im südlichen Teil der historischen Quedlinburger Neustadt auf der Westseite der Straße Konvent und ist im Quedlinburger Denkmalverzeichnis als Wohnhaus eingetragen. Südlich befindet sich das gleichfalls denkmalgeschützte Haus Konvent 3.

## Architektur und Geschichte
Das zweigeschossige Fachwerkhaus wurde nach einer Bauinschrift im Jahr 1698 errichtet. Im unteren Stockwerk befindet sich ein Zwischengeschoss. Die Stockschwelle des Hauses weist eine Fase auf. Darüber hinaus bestehen profilierte Füllhölzer sowie Fußstreben in den Brüstungsfelder.
In der Zeit um 1910 wurde das Erdgeschoss erneuert.
Hofseitig besteht auf der Südseite ein etwa 1700 ebenfalls in Fachwerkbauweise errichteter Gebäudeflügel.